# Symbole der Bahai-Religion
Die Bahai-Religion verfügt über eine Reihe von bedeutsamen Symbolen, die tiefgreifende spirituelle und philosophische Konzepte visualisieren. Der neunzackige Stern und der fünfzackige Stern nehmen dabei eine zentrale Rolle in der religiösen Symbolik ein, wobei sie jeweils unterschiedliche metaphysische Bedeutungsebenen repräsentieren. Neben diesen geometrischen Symbolen spielt die kalligrafische Darstellung des „Größten Namens“ eine wichtige Rolle in der visuellen Kommunikation der Bahai-Lehren. Das Ringsymbol ergänzt diese Symbolsammlung als komplexes grafisches Element, das die Beziehungen zwischen göttlicher und menschlicher Sphäre abstrahiert.

## Neunzackiger Stern

Der neunzackige Bahai-Stern

Der neunzackige Stern ist das am häufigsten verwendete Symbol der Bahai-Religion. Er symbolisiert Vollkommenheit und Einheit, da die Neun die höchste einstellige Zahl ist. In der Abdschad-Zahlenmystik hat das arabische Wort „Baha“ den Zahlenwert neun, was die Bedeutung dieses Symbols für die Bahai zusätzlich unterstreicht.
Der Stern repräsentiert die „Einheit der Menschheit in ihrer Vielfalt“, ein zentrales Ziel der Bahai. Es gibt keine festgelegte Form für den neunzackigen Stern; verschiedene Designs werden gleichermaßen verwendet. Obwohl der Stern kein offizieller Teil der Bahai-Lehren ist, wird er aufgrund der Verbindung der Zahl 9 mit Vollkommenheit, Einheit und dem Wort „Baha“ allgemein als Symbol verwendet. Seine Verwendung auf Grabsteinen wurde 1944 von Shoghi Effendi, dem damaligen Oberhaupt der Religion, genehmigt. Der neunzackige Stern findet sich häufig auf Bahai-Gebäuden, in der Kunst und auf persönlichen Gegenständen der Gläubigen. In der Bahai-Architektur ist der Stern ein wiederkehrendes Motiv, wie beispielsweise im Bahaitempel „Haus der Andacht von Europa“ in Hofheim am Taunus, wo er auf einer Glaswand zu sehen ist.
Neben seiner symbolischen Bedeutung dient der Stern auch als visuelles Identifikationsmerkmal für die Bahai-Religion in der Öffentlichkeit. Die Verwendung des Sterns als religiöses Symbol geht auf die Zeit nach Shoghi Effendi zurück und hat sich seitdem weltweit unter den Bahai verbreitet. In der Bahai-Tradition wird der Stern oft in Verbindung mit anderen wichtigen Symbolen wie dem „Größten Namen“ oder dem Ringstein-Symbol verwendet, die zusammen die zentralen visuellen Elemente des Bahai-Glaubens bilden.

## Fünfzackiger Stern

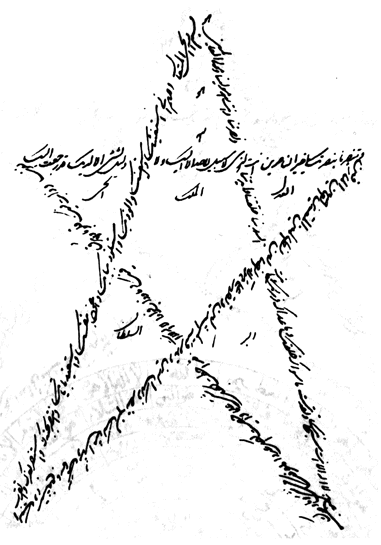
Eine Tafel des Bāb in der Form eines fünfzackigen Sternes

Der fünfzackige Stern, auch als Haykal (arabisch für „Tempel“) bekannt, gilt als offizielles Symbol des Bahai-Glaubens. Shoghi Effendi, der Hüter des Bahai-Glaubens, erklärte: „Streng genommen ist der fünfzackige Stern das Symbol unseres Glaubens, wie es vom Bāb verwendet und von ihm erklärt wurde“. Der Bāb, der Vorläufer Bahāʾullāhs, initiierte und begründete die Verwendung dieses Symbols. In der Bahai-Tradition repräsentiert der fünfzackige Stern den menschlichen Körper mit Kopf, zwei Händen und zwei Füßen, aber insbesondere den Körper der Manifestation Gottes und die Person Bahāʾullāhs selbst.
Der Bāb und Bahāʾullāh verfassten verschiedene Werke in Form eines Pentagramms, was die Bedeutung dieser Form in den frühen Schriften der Religion unterstreicht. Im Ringstein-Symbol der Bahai, das von ʿAbdul-Bahāʾ entworfen wurde, repräsentieren die beiden fünfzackigen Sterne auf jeder Seite den Bāb und Bahāʾullāh, die als die Zwillingsmanifestationen Gottes für dieses Zeitalter betrachtet werden. Trotz seiner offiziellen Stellung wird der fünfzackige Stern in der Praxis weniger häufig verwendet als der neunzackige Stern, der zum gebräuchlichsten Symbol der Bahai-Religion geworden ist. Die British Library besitzt ein bedeutendes Manuskript in der Handschrift des Bāb selbst, das die Form eines fünfzackigen Sterns hat und als „Haykal“ oder „Tempel“ bezeichnet wird. In diesem Kontext erklärt der Bāb, dass die fünf Linien, die den Rahmen des Pentagramms bilden, sechs Kammern erzeugen, was in der islamischen Zahlenmystik eine tiefere Bedeutung hat. Obwohl der fünfzackige Stern als offizielles Symbol gilt, wird er in der alltäglichen Praxis der Bahai-Gemeinschaft weniger prominent verwendet als andere Symbole wie der neunzackige Stern oder das Ringstein-Symbol.

## Ringsymbol
Das Ringsymbol ist ein bedeutendes kalligrafisches Symbol der Bahai-Religion, das von ʿAbdul-Bahāʾ entworfen wurde. Es besteht aus drei horizontalen Linien, die durch eine vertikale Linie verbunden sind, sowie zwei fünfzackigen Sternen an den Seiten. Die obere horizontale Linie repräsentiert die Welt Gottes, die mittlere die Ebene der Manifestationen Gottes und die untere die Welt der Menschheit. Die vertikale Linie symbolisiert den Heiligen Geist oder den Urwillen, der von Gott durch die Manifestationen zur Menschheit fließt. Die beiden fünfzackigen Sterne stehen für den Bāb und Bahāʾullāh, die Zwillingsoffenbarer des Bahai-Glaubens.
Das Symbol integriert die arabischen Buchstaben für „Baha“, was „Herrlichkeit“ oder „Glanz“ bedeutet und sich auf den Namen Bahāʾullāhs bezieht. Es wird häufig auf Ringen getragen, weshalb es auch als „Ringstein-Symbol“ bekannt ist, findet sich aber auch auf Halsketten, Bucheinbänden und in der Architektur, wie beispielsweise am Schrein des Bāb. Das Ringsymbol soll die Beziehung zwischen Gott, seinen Manifestationen und der Menschheit visuell darstellen. Es wird von Bahai als Erinnerung an den Zweck Gottes für den Menschen und als Gesprächsanlass über ihren Glauben verwendet. Die Verwendung des Symbols sollte mit Würde und Ehrfurcht erfolgen, wobei eine möglichst originalgetreue Wiedergabe empfohlen wird. Obwohl es kein offizielles Gebot zum Tragen des Symbols gibt, wird es von vielen Bahai als Schmuckstück geschätzt. Das Ringsymbol gilt als eine komprimierte Darstellung göttlicher Mysterien und wird als tiefgründiges spirituelles Symbol betrachtet.

## Kalligrafische Darstellung des „Größten Namens“

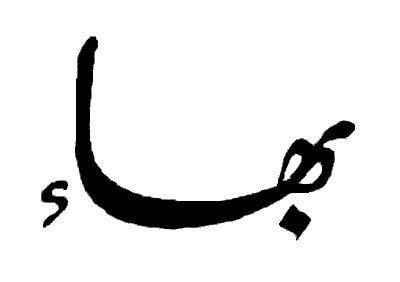
Kalligrafie des Wortes „Baha“

Die kalligrafische Darstellung des „Größten Namens“ ist ein zentrales Symbol der Bahai-Religion. Es handelt sich dabei um eine arabische Kalligrafie, die „Yá Bahá'u'l-Abhá“ darstellt, was „O Du Herrlichkeit der Herrlichkeiten“ bedeutet. Diese Kalligrafie wurde ursprünglich vom frühen Bahai-Kalligrafen Mishkin-Qalam entworfen und später von Bahai weltweit übernommen. Das Symbol besteht aus stilisierten arabischen Buchstaben, die kunstvoll miteinander verwoben sind. In seiner häufigsten Form zeigt es eine symmetrische Anordnung, bei der die Buchstaben einen zentralen vertikalen Strich umgeben.
Die Kalligrafie wird oft in Bahai-Häusern ausgestellt und auf Schmuckstücken wie Ringen getragen. Aufgrund seiner spirituellen Bedeutung wird der „Größte Name“ mit besonderer Ehrfurcht behandelt. Bahai werden angehalten, das Symbol nicht auf Gegenständen zu verwenden, die als unwürdig erachtet werden, wie etwa Aufkleber oder Grabsteine. Die Darstellung des „Größten Namens“ findet sich häufig in verschiedenen Kunstformen, darunter traditionelle Kalligrafie, moderne Grafiken und digitale Designs. Es existieren zahlreiche Variationen des Symbols, die unterschiedliche künstlerische Stile und kulturelle Einflüsse widerspiegeln. In der Bahai-Gemeinschaft dient die Kalligrafie des „Größten Namens“ als visueller Fokuspunkt für Meditation und Gebet. Einige Darstellungen integrieren das Symbol in komplexere Designs, die zusätzliche religiöse Konzepte oder ästhetische Elemente einbeziehen. Die Verwendung des Symbols in der Architektur von Bahai-Tempeln und -Zentren unterstreicht seine zentrale Bedeutung in der visuellen Identität der Religion.